# إبراهام درير
إبراهام درير (بالنرويجية البوكمول: Abraham Dreyer)‏ هو قاضي نرويجي، ولد في 11 ديسمبر 1671 في تروندهايم في النرويج، وتوفي بنفس المكان في 4 أغسطس 1736.